# Brakefieldia phaea
Brakefieldia phaea is een vlinder uit de familie van de Nymphalidae, uit de onderfamilie van de Satyrinae. De soort is voor het eerst wetenschappelijk beschreven als Mycalesis phaea door Ferdinand Karsch in een publicatie uit 1894.

## Verspreiding
De soort komt voor in Gabon, Congo-Kinshasa, Oeganda, Kenia, Tanzania, Angola en Zambia.

## Ondersoorten
- Brakefieldia phaea phaea (Karsch, 1894) (Gabon, Oost- en Zuid-Congo-Kinshasa, Oeganda, West-Kenia, Noordwest-Tanzania, Angola, Zambia)
  - = Henotesia phaea phaea (Karsch, 1894)
  - = Heteropsis phaea phaea (Karsch, 1894)
  - = Henotesia phaea katangensis Overlaet, 1955
- Brakefieldia phaea ignota (Libert, 2006) (Congo-Kinshasa)
  - = Henotesia phaea ignota Libert, 2006